# Angelo (Timely Comics)
Angelo (Angel), il cui vero nome è Thomas Halloway, è un supereroe dei fumetti, ideato da Paul Gustavson (testi e disegni) nel 1939 e pubblicato da Timely Comics (divenuta Marvel Comics).

## Biografia del personaggio
Quando sua madre morì di parto, Thomas, il figlio di una guardia carceraria, crebbe sotto l'influenza delle altre guardie ma anche dei carcerati, che lo introdussero ai segreti dei bassifondi. Thomas si guadagnò il suo soprannome l'Angelo salvando un detenuto (Bob Soler) dalla sedia elettrica.
L'Angelo non aveva super poteri, ma nella sua veste di detective privato, utilizzando tutto ciò che aveva imparato durante l'infanzia e la sua ampia conoscenza delle altre culture (antiche e contemporanee), riusciva a neutralizzare tutti gli avversari. Acquisì anche la facoltà di volare grazie al "Cappa di Mercurio", che gli fu donato come ringraziamento per avere aiutato una donna di 4000 anni.
Attivo a partire dal 1938, l'Angelo si ritirò nel 1949 e il suo posto venne preso dal fratello Simon, dopo essersi accompagnato ad Abominio (Abominiation), fu ucciso da Zeitgeist.
Thomas invece, dopo avere fatto parte del gruppo V-Battalion, composto da ex supereroi della Golden Age, ricomparirà in U.S. Agent n. 4 come finanziatore del programma "Flagello dei criminali", probabilmente all'oscuro della presenza del Teschio Rosso nell'operazione. Fu salvato da Capitan America e Vormund, che sventarono il piano del cattivo di assassinarlo insieme a molti altri ex eroi.

## Storia editoriale
Apparizioni del periodo Golden Age
- Marvel Comics n. 1 (ottobre 1939)
- Marvel Mystery Comics dal n. 2 al n. 79 (dal dicembre 1939 al dicembre 1946)
- The Human Torch n. 5 (erroneamente numerata: 4) (estate (giugno) 1941): Marvel's Pinwheel of Stars!, pag. 1
- Sub-Mariner Comics dal n. 1 al n. 21 (dal marzo (primavera) 1941 al settembre (autunno) 1946)
- All-Winners Comics (vol. 1) n. 1 (giugno (estate) 1941)
- Mystic Comics (vol. 2) dal n. 1 al n. 3 (dall'ottobre 1944 al dicembre (inverno) 1944)
- Daring Comics n. 10. (dicembre (inverno) 1944)

Apparizioni dei periodi Silver Age, Bronze Age e Modern Age
- Avengers n. 97 (marzo 1972), (prima edizione italiana:: Thor e i Vendicatori n. 111, Editoriale Corno)
- Marvels (Alex Ross) n. 1 (gennaio 1994), (prima edizione italiana: Marvel Magazine n. 4 (ottobre 1994), Marvel Italia);
- Marvel Super-Heroes (vol. 3) n. 7 (ottobre 1991)
- U.S. Agent
  - n. 1 (giugno 1993)[3]: Road to redemption (prima edizione italiana: La strada per la redenzione, nell'albo I Vendicatori n. 13, Marvel Italia);
  - n. 2 (luglio 1993)[3]: Inside moves (prima edizione italiana: Infiltrazioni confidenziali, nell'albo I Vendicatori n. 14, Marvel Italia);
  - n. 3 (agosto 1993)[3]: Bloodlines (prima edizione italiana: Legami di sangue, nell'albo I Vendicatori n. 15, Marvel Italia);
  - n. 4 (settembre 1993)[4]: Field of angels (prima edizione italiana: Il campo degli angeli, nell'albo I Vendicatori n. 16, Marvel Italia);
- Marvel Super-Heroes Special (autunno 1991)
- The Incredible Hulk Annual n. 20 (1994)[5], (prima edizione italiana: Devil & Hulk n. 33 (dicembre 1996), Marvel Italia);
- The Incredible Hulk n. 432 (agosto 1995)[5], (prima edizione italiana: Devil & Hulk n. 34 (gennaio 1997), Marvel Italia);
- Captain America n. 442 (agosto 1995)[3][5], (prima edizione italiana: Capitan America & Thor n. 24 (ottobre 1996), Marvel Italia);
- Captain America (vol. 4) n. 1 (giugno 2002), (prima edizione italiana: Marvel Miniserie n. 48 (giugno 2003), Marvel Italia);
- Citizen V & the V-Battalion (vol. 1) n. 1, n. 2 (giugno 2001, luglio 2001)[4] e (vol. 2) n. 1 (marzo 2002)